# Жужелица Константинова
Жужелица Константинова (лат. Carabus biebersteini constantinovi) — жук из семейства жужелиц. Представитель кавказского эндемичного подрода Tribax. До недавнего времени таксон значился в ранге вида, но затем был понижен до ранга подвида Carabus biebersteini

## Описание
Жук длиной 30-35 мм. Голова, переднеспинка и надкрылья чёрные. Голова удлиненная. Переднеспинка плоская, гладкая. Надкрылья плоские, с одинаковыми, умеренно выпуклыми промежутками. Первичные и вторичные промежутки разорваны на звенья мелкими ямками. Усики и ноги длинные.

## Распространение
Описана с горы Аишхо. Абхазия, Кавказ (Красная Поляна, гора Фишт, гора Абаго, верховье реки Цыца, река Большая Лаба, окрестности Архыз, Фишт-Оштеновский перевал, гора Ачишхо, река Венгерка).

## Местообитания
Встречается в лесном поясе гор.

## Биология
Встречается с мая по октябрь. Хищник-полифаг, питается моллюсками и другими беспозвоночными.

## Численность
Встречается спорадически. Наибольшая сезонная численность в мае-июле, сентябре-октябре. Общая численность низкая с тенденцией к сокращению. Лимитирующий фактор - уменьшение числа местообитаний вследствие вырубки лесов

## Замечания по охране
Занесена в Красную книгу России (II категория - сокращающийся в численности вид).